# La Découverte de Paris
La Découverte de Paris est une nouvelle merveilleuse-scientifique de l'écrivain français Octave Béliard. Publiée initialement dans la revue Lectures pour tous en 1911 sous le titre Une expédition polaire aux ruines de Paris, la nouvelle fut renommée lors de sa publication dans le recueil Le Décapité vivant en 1944.

## Intrigue
Ce récit prend place dans un futur situé dans plusieurs millénaires alors qu'à la suite du refroidissement du globe,  l'Europe est devenue une région polaire. Il narre l'expédition d'un groupe d'explorateurs malgaches dans les ruines d'un Paris entièrement envahi par la glace.

## Analyse de l'œuvre

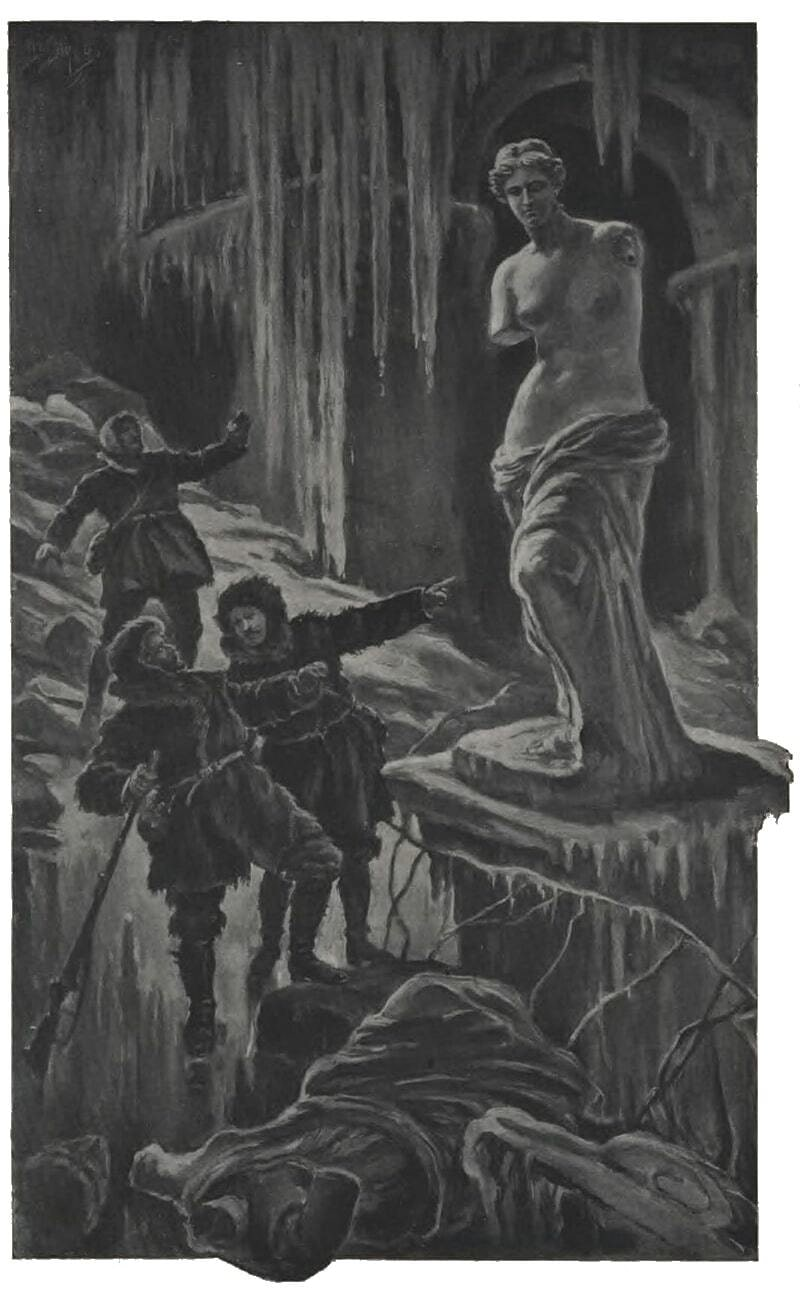
Au milieu des ruines du Louvre, les explorateurs découvrent la Vénus de Milo intacte.

Le roman s'inscrit dans un phénomène éditorial qui voit la publication entre la moitié du XIXe siècle et les années 1920 de récits d’anticipation se déroulant dans un futur lointain et qui met en scène les ruines de Paris. Lorsqu’il décrit un peuple sauvage réfugié dans les souterrains du métro, l’auteur reprend également le thème récurrent des Parisiens redevenus primitifs. 
Octave Béliard raconte ainsi l'expédition de trois jeunes gens issus de Tananarive redécouvrant Paris à travers ses vestiges. Il met en scène le topos du voyageur émerveillé par le spectacle de la grandeur déchue et de l’orgueil châtié qui émane des ruines de Paris. Pour retranscrire cette émotion, l'auteur décrit ce voyage comme un pèlerinage tel que l’entreprend à la même époque l'helléniste Victor Bérard sur les traces d'Ulysse à partir des écrits d'Homère. Cependant, c’est Victor Hugo qui remplace le poète grec. C’est donc à la lumière de Notre-Dame de Paris, de La Légende des Siècles et d'autres fragments de l'œuvre de l'écrivain que les trois explorateurs abordent les vestiges parisiens. 
En outre, la nouvelle est accompagnée des illustrations tout à fait saisissantes d'Henri Lanos qui ont joué un rôle important dans l'esprit des lecteurs.

## Éditions françaises
- Lectures pour tous no 9 de juin 1911 (ill. d'Henri Lanos), sous le titre Une expédition polaire aux ruines de Paris.
- Éditions du Livre de Paris, 1944, dans le recueil Le Décapité vivant et autres histoires d'outre-vie, sous le titre La Découverte de Paris.
- Fiction no 141 de août 1965.
- Éditions Recto-Verso, coll. « Ides et Autres » no 49, 1994, dans le recueil Paris, capitale des ruines, sous le titre original Une expédition polaire aux ruines de Paris
- Omnibus, 2006, dans le recueil Chasseurs de chimères.
- Terre de Brume, coll. « Terres Fantastiques - Littérature », 2023 dans le recueil Le Décapité vivant et autres histoires d'outre-vie.